# فرديناند لوندبيرغ
فرديناند لوندبيرغ (بالإنجليزية: Ferdinand Lundberg)‏ هو صحفي واقتصادي أمريكي، ولد في 30 أبريل 1905 في شيكاغو في الولايات المتحدة، وتوفي في 1 مارس 1995 في نيويورك في الولايات المتحدة.